# Kebondalem (Mojosari)
Kebondalem is een bestuurslaag in het regentschap Mojokerto van de provincie Oost-Java, Indonesië. Kebondalem telt 4384 inwoners (volkstelling 2010).